# Keňa na letních olympijských hrách
Keňa na letních olympijských hrách startuje od roku 1956. Toto je přehled účastí, medailového zisku a vlajkonošů na dané sportovní události.

## Účast na Letních olympijských hrách
| Dějiště LOH            | LOH      | Vlajkonoš                                             | Zlatá medaile | Stříbrná medaile | Bronzová medaile | Celkem |
| ---------------------- | -------- | ----------------------------------------------------- | ------------- | ---------------- | ---------------- | ------ |
| 1956 Melbourne         | LOH 1956 | nebyl                                                 |               |                  |                  | 0      |
| 1960 Řím               | LOH 1960 | nebyl                                                 |               |                  |                  | 0      |
| 1964 Tokio             | LOH 1964 | Seraphino Antao                                       |               |                  | 1                | 1      |
| 1968 Ciudad de México  | LOH 1968 | nebyl                                                 | 3             | 4                | 2                | 9      |
| 1972 Mnichov           | LOH 1972 | Kipchoge Keino                                        | 2             | 3                | 4                | 9      |
| 1976 Montréal          | 1976     |                                                       |               |                  |                  | Ne     |
| 1980 Moskva            | 1980     |                                                       |               |                  |                  | Ne     |
| 1984 Los Angeles       | LOH 1984 | James Omondi                                          | 1             |                  | 2                | 3      |
| 1988 Soul              | LOH 1988 | nebyl                                                 | 5             | 2                | 2                | 9      |
| 1992 Barcelona         | LOH 1992 | Patrick Sang                                          | 2             | 4                | 2                | 8      |
| 1996 Atlanta           | LOH 1996 | Paul Tergat                                           | 1             | 4                | 3                | 8      |
| 2000 Sydney            | LOH 2000 | Kennedy Ochieng                                       | 2             | 3                | 2                | 7      |
| 2004 Athény            | LOH 2004 | Violet Barasa                                         | 1             | 4                | 2                | 7      |
| 2008 Peking            | LOH 2008 | Grace Kwamboka Momanyi                                | 6             | 4                | 4                | 14     |
| 2012 Londýn            | LOH 2012 | Jason Dunford                                         | 2             | 4                | 5                | 11     |
| 2016 Rio de Janeiro    | LOH 2016 | Shehzana Anwar (zahájení) Mercy Cheronoová (ukončení) | 6             | 6                | 1                | 13     |
| 2020 Tokio             | LOH 2020 | Mercy Moim Andrew Amonde                              | 4             | 4                | 2                | 10     |
| 2024 Paříž             | LOH 2024 |                                                       | 4             | 2                | 5                | 11     |
| Celkem                 | 15       |                                                       | 35            | 42               | 36               | 113    |
| Zdroj na Olympedia.org |          |                                                       |               |                  |                  |        |